# Pierrette Herzberger-Fofana
Pierrette Gabrielle Herzberger-Fofana (ur. 20 marca 1949 w Bamako) – niemiecka polityk, literaturoznawczyni, wykładowczyni akademicka i działaczka samorządowa, deputowana do Parlamentu Europejskiego IX kadencji.

## Życiorys
Urodziła się jako córka chrześcijanki z Wysp Zielonego Przylądka i muzułmanina z Gwinei. Wychowywała się w Dakarze. Wyjechała na studia do Paryża, gdzie kształciła się w zakresie niemieckiej socjolingwistyki. Później studiowała w Niemczech, uzyskując magisterium z literaturoznawstwa na Universität Trier i doktorat z nauk politycznych na Friedrich-Alexander-Universität Erlangen-Nürnberg. W 1971 osiedliła się w Erlangen, pracowała jako nauczycielka w szkołach średnich i wykładowczyni akademicka. Specjalistka w zakresie literatury afrykańskiej, publikowała prace poświęconej tej tematyce.
Członkini różnych organizacji działających na rzecz imigrantów w Niemczech, m.in. przewodnicząca grupy DaMigra. Wstąpiła do Zielonych, w 2005 zasiadła w radzie miejskiej w Erlangen. W wyborach w 2019 z listy swojego ugrupowania uzyskała mandat eurodeputowanej IX kadencji.